# Платиналютеций
Платиналютеций — бинарное неорганическое соединение
платины и лютеция
с формулой LuPt,
кристаллы.

## Получение
- Сплавление стехиометрических количеств чистых веществ:

{\displaystyle {\mathsf {Pt+Lu\ {\xrightarrow {1780^{o}C}}\ LuPt}}}

## Физические свойства
Платиналютеций образует кристаллы
ромбической сингонии,
пространственная группа P nma,
параметры ячейки a = 0,6810 нм, b = 0,4417 нм, c = 0,5479 нм, Z = 4,
структура типа борида железа FeB
.
Соединение конгруэнтно плавится при температуре ≈1780°С .